# Голменколленський лижний фестиваль

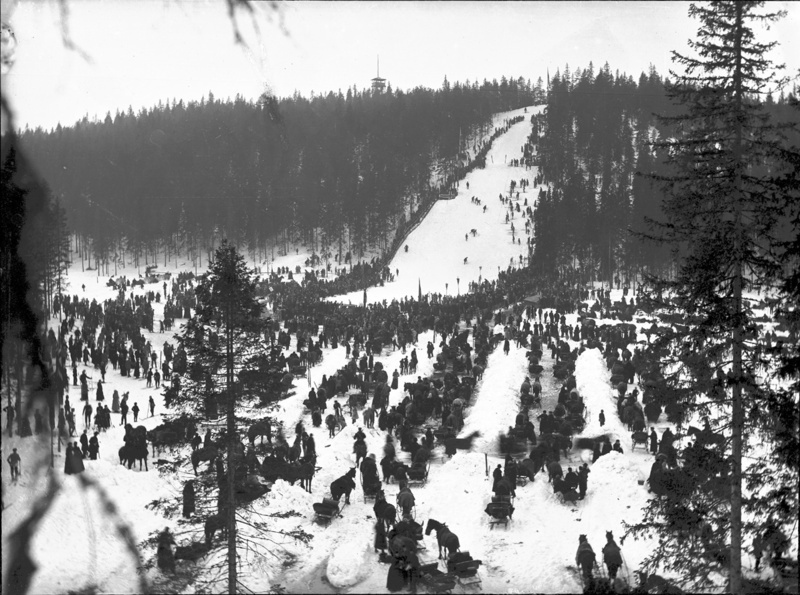
Голменколленський лижний фестиваль. 1900 рік

Голменколленський лижний фестиваль (норв. Holmenkollen skifestival або Holmenkollrennene) — щорічні змагання із лижних видів спорту, що проходять у передмісті столиці Норвегії, Осло, Голменколлені в березні, починаючи з 1892. Змагання не проводилися у 1898 та 1941—1945 роках. Змагання організовані Товариством сприяння лижному спорту. Вони входять до програми кубків світу з відповідних видів спорту.